# Aérodrome de Villeneuve-sur-Lot
L’aérodrome de Villeneuve-sur-Lot (code OACI : LFCW) est un aérodrome ouvert à la circulation aérienne publique (CAP), situé à 3 km à l’est de Villeneuve-sur-Lot en Lot-et-Garonne (région Nouvelle-Aquitaine, France).
Il est utilisé pour la pratique d’activités de loisirs et de tourisme (aviation légère).

## Installations
L’aérodrome dispose d’une piste bitumée orientée est-ouest (10/28), longue de 1 040 mètres et large de 30.
L’aérodrome n’est pas contrôlé. Les communications s’effectuent en auto-information sur la fréquence de 123,600 MHz.
S’y ajoutent :
- des aires de stationnement ;
- des hangars ;
- une station d’avitaillement en carburant (100LL) et en lubrifiant[2].

## Activités
Les activités sont organisées par l'aéro-club de Villeneuve-sur-Lot (ACVL) créé en 1935.